# Communauté de communes Vesle et Coteaux de la Montagne de Reims
La communauté de communes Vesle et Coteaux de la Montagne de Reims (CCVCMR), parfois abrégée CC Vesle et Coteaux, est une ancienne communauté de communes française, située dans le département de la Marne et la région Grand Est.

## Histoire
Conformément aux prévisions du schéma départemental de coopération intercommunale (SDCI) de la Marne du 15 décembre 2011, et contre l'avis du conseil communautaire de la CCVMR, la communauté de communes est née le 1er janvier 2014 de la fusion de trois petites intercommunalités  :
- la Communauté de communes des Forêts et Coteaux de la Grande Montagne (CCFCGM), qui regroupait cinq communes ;
- Communauté de communes des Rives de Prosne et Vesle (CCRPV), sauf la commune de Prosnes, soit deux communes ;
- Communauté de communes Vesle-Montagne de Reims (CCVMR), qui regroupait neuf communes ;

auxquelles s'est joint la commune isolée de Villers-Marmery.
Cette communauté est une structure juridique distincte des intercommunalités précédentes.
Dans le cadre du regroupement des intercommunalités prévu par la Loi portant nouvelle organisation territoriale de la République du 7 août 2015, la communauté envisage de poursuivre sa croissance démographique.
Ses communes ont intégré la communauté urbaine du Grand Reims le 1er janvier 2017.

## Composition
La structure, d’une superficie de  189,23 km2 était composée des dix-sept communes suivantes :
| Nom                       | Code Insee | Gentilé         | Superficie (km2) | Population (dernière pop. légale) | Densité (hab./km2) |
| ------------------------- | ---------- | --------------- | ---------------- | --------------------------------- | ------------------ |
| Rilly-la-Montagne (siège) | 51461      | Rillois         | 8,87             | 1 025 (2014)                      | 116                |
| Beaumont-sur-Vesle        | 51044      | Belmontois      | 5,69             | 760 (2014)                        | 134                |
| Billy-le-Grand            | 51061      | Billotins       | 7,26             | 126 (2014)                        | 17                 |
| Chigny-les-Roses          | 51152      | Chignotins      | 4,38             | 564 (2014)                        | 129                |
| Ludes                     | 51333      | Ludéens         | 12,22            | 625 (2014)                        | 51                 |
| Mailly-Champagne          | 51338      | Maillotins      | 10,06            | 693 (2014)                        | 69                 |
| Montbré                   | 51375      | Montbrésiens    | 3,08             | 257 (2014)                        | 83                 |
| Les Petites-Loges         | 51428      | Logiots         | 4,87             | 489 (2014)                        | 100                |
| Sept-Saulx                | 51530      | Septemsaliciens | 18,30            | 595 (2014)                        | 33                 |
| Trépail                   | 51580      | Trépaillots     | 8,37             | 428 (2014)                        | 51                 |
| Val-de-Vesle              | 51571      |                 | 37,15            | 915 (2014)                        | 25                 |
| Vaudemange                | 51599      | Vaudemangeois   | 13,12            | 299 (2014)                        | 23                 |
| Verzenay                  | 51613      | Bouquins        | 10,62            | 1 040 (2014)                      | 98                 |
| Verzy                     | 51614      | Verzyats        | 13,37            | 1 027 (2014)                      | 77                 |
| Ville-en-Selve            | 51623      | Gimbres         | 8,84             | 267 (2014)                        | 30                 |
| Villers-Allerand          | 51629      | Allerandais     | 12,30            | 878 (2014)                        | 71                 |
| Villers-Marmery           | 51636      | Villeriots      | 10,73            | 543 (2014)                        | 51                 |

## Administration

### Siège
Le siège de la communauté de communes est à Rilly-la-Montagne,  Place de la République.

### Élus
La Communauté de communes est administrée par son Conseil communautaire, composé conseillers communautaires, qui sont des conseillers municipaux  représentant chaque commune membre, à raison, pour la mandature 2014-2020 : 

-    1 délégué et un suppléant, pour les communes les plus petites ;

-    2 délégués titulaires pour Beaumont-sur-Vesle, Ludes, Mailly-Champagne, Sept-Saulx, Val-de-Vesle et Villers-Allerand 

-    3 délégués pour Rilly-la-Montagne, Verzenay, Verzy, 
soit un conseil constitué de 29 délégués titulaires et 8 suppléants.
Le conseil communautaire du 16 avril 2014 a réélu son président, Alain Toullec, maire de Rilly-la-Montagne, élu ses 5 vice-présidents, qui sont : 
1. Gilles Dessoye, maire de Ville-en-Selve, chargé des affaires scolaires, périscolaires et des transports ;
2. Serge Hiet, maire Val-de-Vesle, chargé du tourisme et de la communication ;
3. Michel Hutasse , maire de Mailly-Champagne, chargé de l’environnement, de l’assainissement et du patrimoine ;
4. Valérie Chaumet, maire de Sept-Saulx, chargée des activités extrascolaires, de la petite enfance, de la jeunesse et de la culture ;
5. Guy Flamand, maire de Verzy, chargé des ressources humaines et de l’activité économique

ainsi que quatre autres membres du bureau, Jacques Gragé (maire de Verzenay), Wily Dubos, Claude Doro (maire de Chigny-les-Roses) et Denis Boudville (maire de Trépail).
Le bureau, ainsi constitué, constitue l'exécutif de l'intercommunalité pour le mandat 2014-2020.

### Liste des présidents
| Période          | Période       | Identité      | Étiquette | Qualité |
| ---------------- | ------------- | ------------- | --------- | --- |
| 1er janvier 2014 | décembre 2016 | Alain Toullec | DVD       | Gérant de société viticole Maire de Rilly-la-Montagne (1995 → ) Conseiller général de Verzy (2008 → 2015) Vice Président du Conseil général (2011 → 2015) Président de la CC des Forêts et Coteaux de la Grande Montagne (? → 2013) Réélu pour le mandat 2014-2020 |

### Compétences
L'intercommunalité exerce les compétences qui lui sont transférées par les communes membres, dans le cadre des dispositions légales.
Dans l'attente du choix des compétences définitives qui seront exercées par la CCVCMR, celle-ci exerce les compétences qui étaient celles de chacune des intercommunalités fusionnées.

### Régime fiscal et budget
La communauté de communes perçoit une fiscalité additionnelle aux impôts locaux des communes, avec FPZ (fiscalité professionnelle de zone) et sans FPE (fiscalité professionnelle sur les éoliennes).